# Добрынин, Константин Эдуардович
Константин Эдуардович Добры́нин (род. 23 ноября 1976, Ленинград, РСФСР, СССР) — российский адвокат, политик и общественный деятель.
Статс-секретарь Федеральной палаты адвокатов с 2015 по 2022 год. С 2020 года — член совета ФПА.
С 2012 по 2015 год — член Совета Федерации от Архангельской области. Заместитель председателя Комитета Совета Федерации по конституционному законодательству и государственному строительству.

## Биография

### Ранние годы
Константин Добрынин родился 23 ноября 1976 года.
В 1998 году получил диплом Санкт-Петербургского государственного университета, юридический факультет.

### Карьера

#### Юриспруденция
С 2001 по 2004 год работал заместителем директора и исполняющим обязанности руководителем юридического департамента ЗАО «Илим Палп Энтерпрайз». В 2011 году стал директором по развитию ОАО «Группы Илим». Принимал участие в споре между компаниями «Базовый элемент» и «Илим Палп Энтерпрайз». Долгое время проработал в целлюлозно-бумажной промышленности.

#### Политика
В феврале 2012 года победил на выборах депутатов муниципального Совета образования «Емцовское», Архангельская область.
В марте 2012 года стал сенатором Совета Федерации, представлял интересы правительства Архангельской области в Совете Федерации заместителем председателя Комитета по конституционному законодательству и государственному строительству.
В августе 2013 года обратился к Генеральному прокурору РФ с просьбой проверить деятельность групп, связанных со скинхедом Максимом Марцинкевичем, которые снимали на видео издевательства над ЛГБТ-подростками, распространяли их в интернете и призывали к насилию над представителями лгбт-сообщества. Движение предлагалось проверить на наличие в его деятельности составов преступлений, в частности по статье 133 УК РФ (понуждение к действиям сексуального характера). Сенатор выразил своё разочарование отсутствием реакции правоохранительных органов и высказал мнение о том, что «корни» этого движения связаны с нацизмом и национализмом.
Стал известен публичной критикой планов ужесточения российских законов: запрета Роскомнадзора указывать в прессе причины самоубийств неизлечимо больных людей и закона о так называемом «праве на забвение» в интернете, «Закона Димы Яковлева», а также законопроекта Ирины Яровой о запрете критики действий войск антигитлеровской коалиции. В конце июня 2015 года заявил о возможности признания в России однополых браков и необходимости снижения уровня общественной агрессии по отношению к сексуальным меньшинствам.
Помимо этого призывал сдать мандаты тех депутатов Госдумы, которые, по его мнению, пиарятся на громких и безумных законах, и предложил главе Следственного комитета Александру Бастрыкину проверить на вменяемость депутата петербургского заксобрания Виталия Милонова.
Неоднократно выступал за улучшение отношений с США и странами Западной Европы и публично призывал к перезагрузке международных отношений и снятию международной напряженности. В частности, выступал против закрытия российско-американской образовательной программы по школьному обмену FLEX и обращался с соответствующей просьбой к премьер-министру Дмитрию Медведеву. Некоммерческая российско-американская программа FLEX по культурному обмену для старшеклассников была создана в 1992 году по инициативе американского сенатора Билла Брэдли и задумывалась как средство достижения взаимопонимания между двумя культурами наших стран, которые долгое время были ограждены друг от друга «железным занавесом». Тем не менее программа была свёрнута.
Совместно с сенаторами Андреем Клишасом и Вадимом Тюльпановым является автором ряда законопроектов, реформирующих уголовно-процессуальное законодательство. В частности, по его инициативе был принят Федеральный закон о праве задержанного на один телефонный звонок не позднее трех часов с момента доставления его в орган дознания или, как его называют журналисты, русская версия американского «правила Миранды».
Стал одним из авторов закона об использовании аудио и видеозаписей, в том числе данных с видеорегистраторов, в качестве доказательств в административном процессе. Законопроект изначально разрабатывался группой депутатов госдумы от ЛДПР во главе с Ярославом Ниловым, однако не был поддержан правительством. После подключения к профильного комитета Совета Федерации и экспертов Федеральной палаты адвокатов, инициатива была доработана, поддержана правительством, администрацией Президента и стала законом.
Подверг резкой критике министра культуры Мединского, публично заявив, что ему стоит подумать о смене профессии в связи с замечанием главы Минкульта руководителю Госархива Сергею Мироненко, назвавшего мифом официальную версию подвига 28 панфиловцев. Выступая на совещании, посвященном архивному делу, министр призвал руководство Госархива РФ заниматься своей профессией и не давать собственных оценок архивным документам после того, как глава Госархива Сергей Мироненко назвал подвиг 28 панфиловцев «мифом».
14 августа 2015 года вместе с сенатором Вадимом Тюльпановым подготовил и внёс законопроект "О внесении изменений в Федеральный закон «Об основных гарантиях прав ребенка в Российской Федерации» или закон о бейбибоксах.
Законопроектом предлагалось предоставить субъектам Российской Федерации право самостоятельно определить с учётом культурных и иных местных традиций необходимость создания на территории субъекта Российской Федерации мест для анонимного оставления ребёнка. При этом предполагалось, что требования к местам для анонимного оставления ребёнка и порядок их эксплуатации будут устанавливаться Минздравом России. Добрынин заявлял, что «бейбибоксы необходимы, это лишь один из правовых механизмов, гарантирующих право на жизнь и нивелирующий неонатицид, а окончательное решение о необходимости бейбибоксов должны принимать только регионы с учётом своих особенностей, а не условные Мизулины и Астаховы». Законопроект не был поддержан и после ухода Добрынина из парламента сенатор Тюльпанов совместно с депутатом Оксаной Пушкиной вносили ещё несколько вариантов этого же законопроекта, доработанные совместно с Добрыниным уже в качестве статс-секретаря Федеральной палатой адвокатов РФ. Однако до сих пор ни один законопроект законом так и не стал.
В сентябре 2015 года внёс в Госдуму законопроект о противодействии реабилитации сталинского тоталитарного режима (о десталинизации), в котором предлагал приравнять информационные материалы, оправдывающие политические репрессии сталинизма, к экстремистским. Кроме того, Добрынин предлагал ввести запрет «на увековечение памяти о лицах, причастных к преступлениям сталинского тоталитарного режима, при присвоении наименований новым географическим объектам, территориальным единицам, элементам улично-дорожной сети и станциям метрополитена». Одновременно с этим подготовил и направил президенту Владимиру Путину официальное обращение с программой первоочерёдных шагов по десталинизации России. После ухода Добрынина из парламента законопроект был отклонен правовым управлением нижней палаты из-за отсутствия финансово-экономического обоснования документа.
В августе 2015 года губернатор Архангельской области заявил о невключении кандидатуры Константина Добрынина в список кандидатов в сенаторы, сам он заявил о желании поменять место работы, занявшись общественно-политической деятельностью и юриспруденцией.

#### Дальнейшая деятельность
До марта 2022 года входил в состав совета ФПА, является старшим партнёром коллегии адвокатов Pen & Paper и имеет бизнес, связанный с недвижимостью.
5 октября 2022 года в своём Facebook Добрынин вместе с адвокатом Вадимом Клювгантом опубликовал заявление о выходе из состава Совета ФПА. В качестве причины юристы указали несогласие с необходимостью ФПА исполнять последние решения органов государственной власти России. Добрынин был заместителем президента ФПА, Клювгант — вице-президентом.
С декабря 2016 по декабрь 2017 года защищал интересы российского кинорежиссёра Алексея Учителя в конфликте с депутатом Госдумы Натальей Поклонской, которая пыталась запретить выпуск в прокат кинокартину «Матильда», как художественное произведение, якобы оскорбляющее чувства верующих. В ходе противостояния Поклонской были направлены в Генеральную прокуратуру 43 депутатских запроса, в том числе с просьбой возбудить уголовное дело в отношении Алексея Учителя, а адвокат Добрынин был объявлен Поклонской «вне закона». По всем запросам были получены отрицательные ответы. Впервые было выявлено такое неординарное явление на российской почве, как «православный терроризм», парализовавшее деятельность кинопрокатных организаций, после того как лидером незарегистрированной организации «Христианское государство — Святая Русь» А.Калининым сначала были анонсированы угрозы поджогов кинотеатров и порчи чужого имущества на всей территории России, а затем были они реализованы в Екатеринбурге, Санкт-Петербурге, Москве. В частности, у офиса Константина Добрынина в Москве были сожжены два автомобиля. В результате было возбуждено 5 уголовных дел в отношении лиц, препятствовавших выходу фильма, в том числе в отношении А.Калинина и он был арестован, а впоследствии осуждён. Наталья Поклонская на протяжении почти полутора лет пыталась возбудить в отношении адвоката Добрынина уголовное дело, отмечая в своих заявлениях в следственные органы, что режиссёр Алексей Учитель и его представитель Константин Добрынин, начиная с 4 сентября 2017 года, якобы обвиняли депутата Госдумы в совершении преступлений, создании террористической организации и прикрытии её деятельности. В возбуждении уголовного дела ей было отказано.
С 2016 по 2019 год был членом попечительского совета российской некоммерческой организации «Фонд помощи людям, живущим с ВИЧ „СПИД.ЦЕНТР“», который был учреждён в июле 2016 года Антоном Красовским. В задачи фонда входит помощь ВИЧ-положительным людям и информирование населения о проблемах ВИЧ и СПИД. В 2017 году предложил Правительству исключить из Уголовного кодекса статью 122 «Заражение ВИЧ-инфекцией», поскольку она «усиливает стигматизацию ВИЧ-инфицированных».
В качестве статс-секретаря Федеральной палаты адвокатов РФ подверг резкой критике законопроект, внесённый в апреле 2018 года в Госдуму в ответ на антироссийские санкции США, направленный на «минимизацию угрозы интересам и безопасности Российской Федерации, прав и свобод ее граждан со стороны Соединённых Штатов Америки и (или) иных иностранных государств», публично призвав российских парламентариев перед принятием законопроекта в трёх чтениях «взять и трезво оценить риски для страны от подобной, хоть и рамочной, но, безусловно, вредящей стране законодательной инициативы». В законопроекте предлагалось запретить или ограничить «выполнение отдельных видов работ (услуг), в том числе консалтинговых, аудиторских и юридических услуг, на территории Российской Федерации для обеспечения государственных и муниципальных нужд, а также нужд отдельных видов юридических лиц». После широкой критики со стороны профессионального сообщества законопроект не был принят.
Первым из российских адвокатов в ноябре 2018 года публично выступил в поддержку незаконно (по его мнению) задержанных во время инцидента в Керченском проливе украинских моряков и неоднократно призывал власти страны освободить их.
Во время президентских выборов 2018 года был главным юристом штаба кандидата в президенты Ксении Собчак и вместе с коллегией адвокатов Pen & Paper полностью отвечал за весь спектр правовых вопросов.
Во время аварии летом 2019 года на военном полигоне в Архангельской области обвинил власти в сокрытии информации и призвал их к гласности, заявив о возможной уголовной ответственности за утаивание информации от населения.
Выступил одним из авторов антивоенного обращения членов Совета Федеральной палаты адвокатов РФ. Оно было опубликовано 27 февраля вскоре после начала вторжения России на Украину. Текст был размещен на сайте Палаты и содержал призыв немедленно остановить боевые действия. Вскоре обращение было удалено с сайта, а один из подписантов отозвал свою подпись. Параллельно другая часть Совета опубликовала обращение в поддержку действий России на Украине, которое затем также было убрано с сайта. Федеральная палата не комментировала причины снятия материалов. Их копии доступны в интернет-архиве.
3 марта оставил должность статс-секретаря Федеральной палаты адвокатов, о чём сообщил в Facebook. В качестве причины назвал невозможность выполнять свои обязанности в сложившейся ситуации.
Являлся адвокатом первого президента СССР Михаила Горбачева и оказывает юридическую помощь «Горбачев-фонду». В марте 2022 года после неоднократного появления в интернете фейковых заявлений от имени Горбачёва и фальшивых сайтов «Горбачёв-фонда» выступил с предупреждением о недопустимости подобных акций. Добрынин напомнил «…об ответственности (включая уголовную) лиц, распространяющих заведомо ложную информацию, в том числе и от имени или под прикрытием других лиц». Заявление Добрынина было размещено на официальном сайте фонда и получило отклик в СМИ.
Является постоянным автором и колумнистом The Washington Post, The Wall Street Journal и The Washington Times.
С 2019 года член попечительского совета Европейского университета в Санкт-Петербурге.
С 2020 года член Попечительского совета Института права и публичной политики.
С 2020 года — член совета ФПА.
С 2019 года постоянно проживает в Великобритании.